# 邓宗全
邓宗全（1956年10月2日—），黑龙江宝清人，中国宇航空间机构学专家。1982年本科毕业于哈尔滨工业大学，1984年获哈尔滨工业大学硕士学位。2017年当选为中国工程院院士。